# Thijs van Vlijmen
Mattheüs Bernardus Maria Joseph (Thijs) van Vlijmen (Bloemendaal, 7 september 1930) is een voormalig Nederlands CDA-politicus.
Van Vlijmen was een deskundige op het gebied van ruimtelijke ordening in de CDA-Tweede Kamerfractie. Hij was voor hij in de politiek kwam al actief op dat gebied, als directeur van een adviesbureau. Hij was de zoon van een ondernemer en zelf enige tijd directeur van een eau-de-colognefabriek. Hij kwam als 'rechtstreeks'-CDA-lid in de Kamer en werd voorzitter van de Tweede Kamercommissies voor Volkshuisvesting en voor Verkeer en Waterstaat. Van Vlijmen hield zich ook bezig met defensie. Hij speelde verder als voorzitter van de bouwbegeleidingscommissie een belangrijke rol bij de nieuwbouw van de Tweede Kamer.
Zijn grootvader B.R.F. van Vlijmen was eveneens Tweede Kamerlid.
- Parlement.com: vg09llmup8vj